# 東普魯士故土協會
東普魯士故土協會（德語：Landsmannschaft Ostpreußen）是一個非營利組織，為在第二次世界大戰及其後從東普魯士被驅逐的德國人提供服務。 它於1948年10月3日由在西德的東普魯士難民成立。
故土協會代表在第二次世界大戰期間或之後被驅逐的，以及根據1913年德國法律遷徙至德國舊東部地區的公民。該組織的現任主席是斯蒂芬·格里加特（Stephan Grigat），總部所在地是漢堡。該組織是被逐者聯邦（Bund der Vertriebenen）的組成部分。它的官方報紙是《普魯士阿勒曼尼時報》（Preußische Allgemeine Zeitung）。

## 外部連結

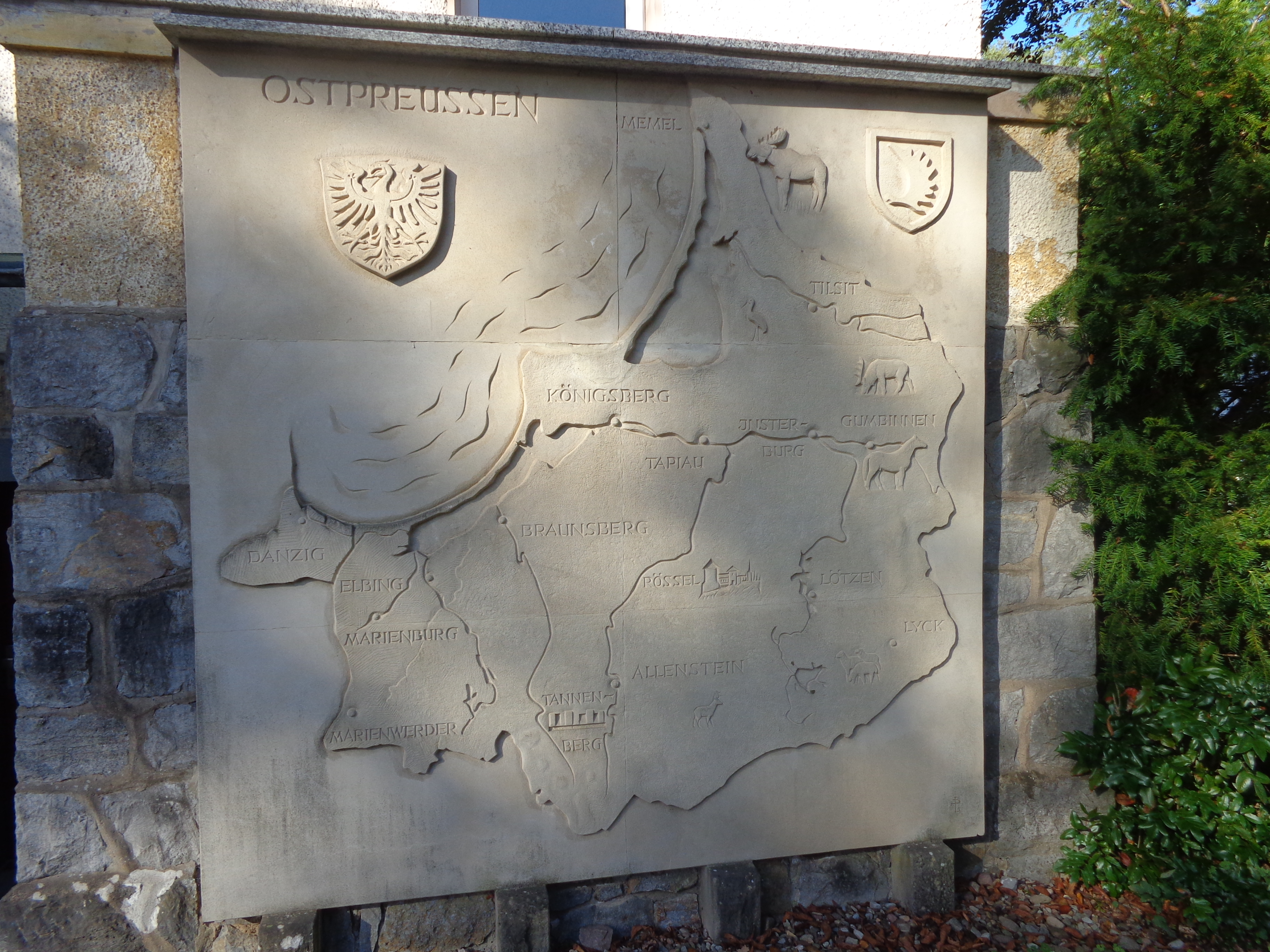
位於巴特皮爾蒙特的東普魯士故土浮雕

- Landsmannschaft Ostpreußen （页面存档备份，存于） （德語）
- Bund Junges Ostpreußen （页面存档备份，存于） （德語）
- Preußische Allgemeine Zeitung （页面存档备份，存于） （德語）